# Агджабединський район
Агджабединський район (азерб. Ağcabədi) — адміністративна одиниця в центральному Азербайджані. Адміністративний центр — місто Агджабеді.

## Географія
Район протягується з північного сходу на південний захід. Рельєф району рівнинний, поверхня вкрита континентальними аллюдарними та морськими відкладеннями. Є запаси глини. Клімат м'який субтропічний, теплий та сухий. Середньомісячна температура в січні 1,2 — 1,7 °C, а в серпні 25 — 30 °C. Приблизно за 45 км від кордону району протікає річка Кура, а в центральній частині — Гаргар. По території району проходять Верхній Карабаський канал та канал Орджонікідзе.
На території району розташовані солоні озера, поширені сіро-лужні, сірі та лужно-сірі ґрунти. В центральній частині району зустрічаються солоні та солончакові ґрунти. В районі регулярно проходять меліораційні роботи.

## Історія
Агджабединський район був створений в 1930 році, а в 1963 році був ліквідований та підпорядковувався району Агдам, а в 1965 році — знову відновлений. В серпні 2009 року під час досліджень на території села Салманбейлі Агджабединського району, які проводили співробітники Інституту Археології та Етнографії НАНА, були виявлені залишки міста, що існувало в період перетину античного та середніх віків. В результаті досліджень були виявлені фортечні мури висотою більше п'яти метрів, вулиця довжиною 15 метрів та інші залишки будівництва. Залишки міста виявилися багатошаровими: верхній шар охоплює середньовічний період, XI—XII століття, другий — раннє середньовіччя, а нижній шар — античний період.

## Відомі уродженці
В місті Агджабеді народився відомий азербайджанський композитор Узеїр Гаджибеков.

## Адміністративний устрій
В районі діють 1 міський та 45 сільських муніципалітетів.
- 1. Агджабединський міський муніципалітет.
- 2. Шахсеянский сільський муніципалітет.
- 3. Ходжавендський сільський муніципалітет.
- 4. Мехраблінський сільський муніципалітет.
- 5. Каравеллінський сільський муніципалітет.
- 6. Аранський сільський муніципалітет.
- 7. Салманбекський сільський муніципалітет.
- 8. Тазакендський (Хусулінський) сільський муніципалітет.
- 9. Коюкський сільський муніципалітет.
- 10. Бала-Кехрізський сільський муніципалітет.
- 11. Мінахорлузський сільський муніципалітет.
- 12. Кебірлікський сільський муніципалітет.
- 13. Гаджибеделлікський сільський муніципалітет.
- 14. Сарванський сільський муніципалітет.
- 15. Ашаги-Авшарський сільський муніципалітет.
- 16. Ені-Карадолагський сільський муніципалітет.
- 17. Тайнагський сільський муніципалітет.
- 18. Ранджбарларський сільський муніципалітет.
- 19. Караханський сільський муніципалітет.
- 20. Курдларський сільський муніципалітет.
- 21. Гаджиларський сільський муніципалітет.
- 22. Боядський сільський муніципалітет.
- 23. Муганський сільський муніципалітет.
- 24. Поладський сільський муніципалітет.
- 25. Карадолагський сільський муніципалітет.
- 26. Гіямеддинлікський сільський муніципалітет.
- 27. Шахсеван-Тазакендський сільський муніципалітет.
- 28. Хусулюкський сільський муніципалітет.
- 29. Сенлікський сільський муніципалітет.
- 30. Агабейлікський сільський муніципалітет.
- 31. Періогулларський сільський муніципалітет.
- 32. Аразбарський сільський муніципалітет.
- 33. Шарафханський сільський муніципалітет.
- 34. Джафарбейлікський сільський муніципалітет.
- 35. Кахрізлікський сільський муніципалітет.
- 36. Білаганський сільський муніципалітет.
- 37. Шотланлікський сільський муніципалітет.
- 38. Шахмалларський сільський муніципалітет.
- 39. Гіндарський сільський муніципалітет.
- 40. Імамгулубейіикський сільський муніципалітет.
- 41. Сариджалікський сільський муніципалітет.
- 42. Гелебедінський сільський муніципалітет.
- 43. Авшарський сільський муніципалітет.
- 44. Наджафгулубейлікський сільський муніципалітет.
- 45. Юхари-Гіямеддінлікський сільський муніципалітет.
- 46. Мірзахагерділікський сільський муніципалітет.